# 春駒
春駒
1. 日本の伝統玩具 → 「#玩具」を参照。
2. 門付け芸のひとつ。 → 「#門付」を参照。
3. 鹿児島県の郷土菓子 → 「#菓子」を参照。
4. 高村光太郎の詩→「#詩」を参照。

本項では上記について記述する。新年を表す季語でもある。

## 玩具
春駒（はるこま・はるごま）とは張り子などで馬の頭の形をつくり竹を指し、下端に車をつけ子供が跨って遊ぶ玩具。藤原時代の中世の詩集にすでに春駒のことが書かれており、かなり古い玩具と思われるが、上述のような形になったのは江戸時代と見られている。

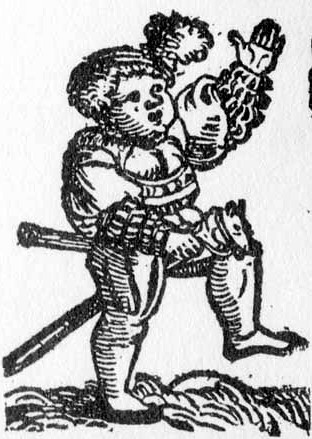
1542年、ドイツの木版画から
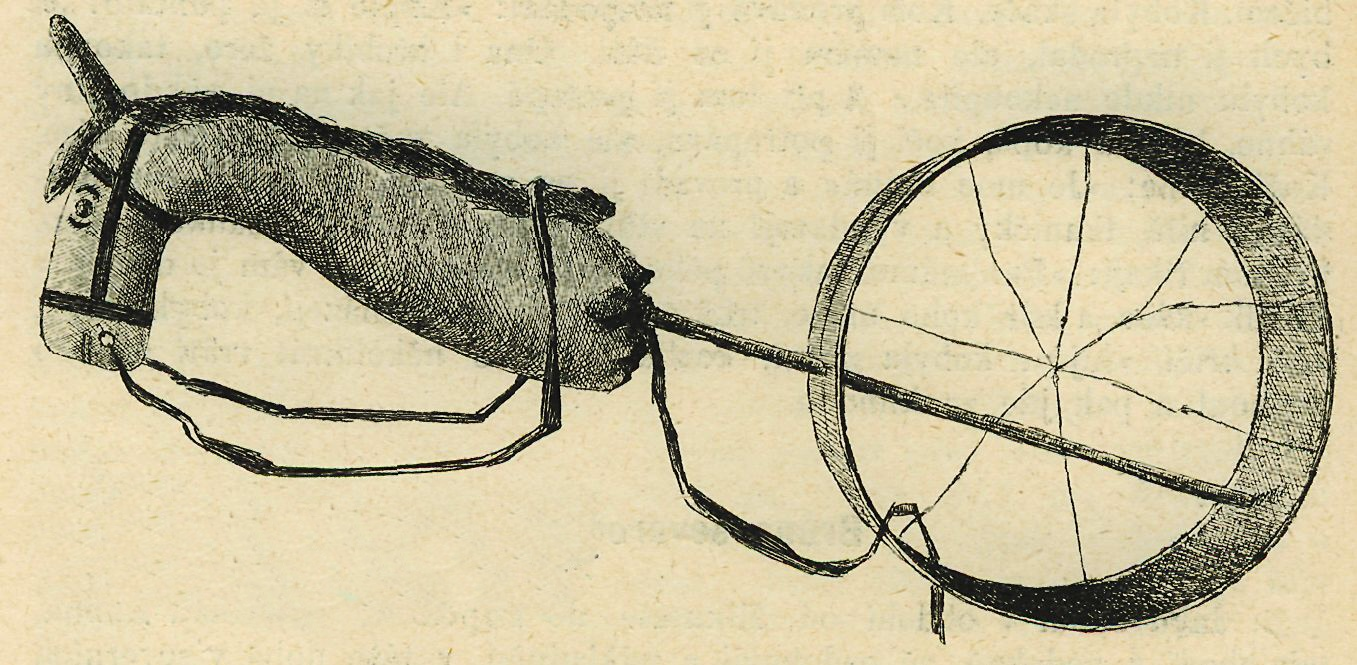
1910年、ボヘミアの玩具
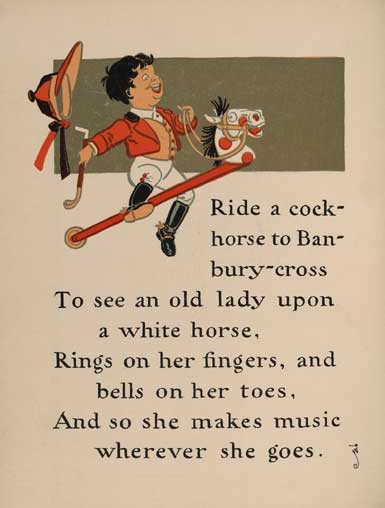
1901年、マザーグースの挿絵から。

## 門付

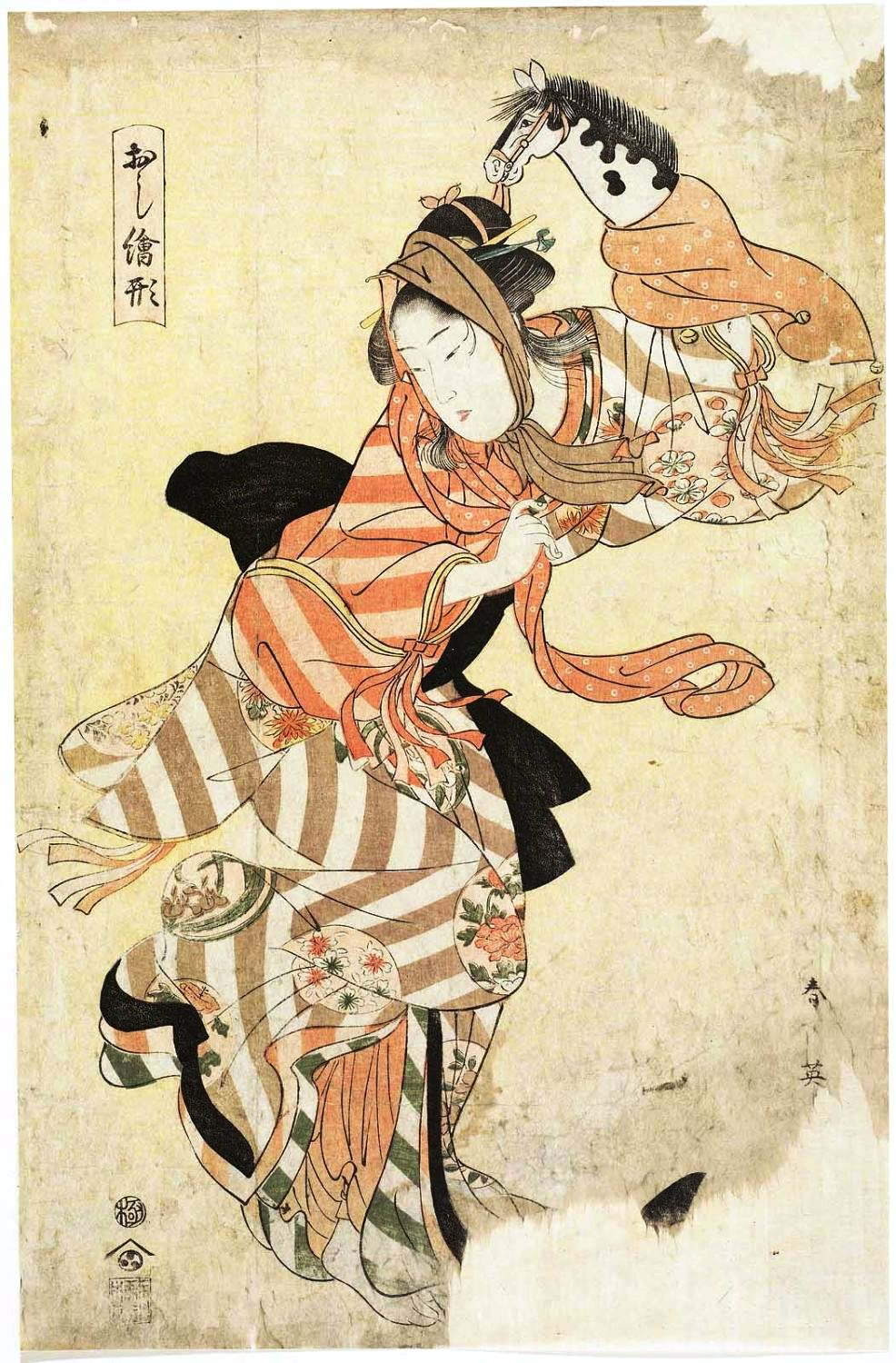
勝川春英「春駒」

獅子舞同様、予祝のための正月の門付け芸のひとつであった。正月に各戸を回り、馬の首の形をしたものを持ったり、また、これにまたがったりして歌い踊ることや、それによって金銭などを受け取る芸人を指した。『故事要言』には、年の初めに馬を作って、頭にかぶって歌い舞う、とあった。江戸時代においては非人などに許された物貰いの芸のひとつだが、正月の祝いとして芸者や役者などによって座敷や舞台でも舞われ、新年の踊りとしても各地に広まった。
由来は、白い馬（駒）を見て邪鬼を祓う平安時代の宮中の正月行事「白馬節会（あおうまのせちえ）」（陰暦正月7日に左右馬寮から白馬を紫宸殿の庭に引き出し、天覧する宴）にちなんだものと言われる。語源としては、元は春になり、放し飼いにする馬のことを言う。
幕末の武士、内藤鳴雪は正月の春駒の門付の様子を以下のように描写している。
「そのうち新年になった。春駒というものが来る。これは馬の頭に鈴をつけ、それに手綱をつけて打振り打振り三味線で囃し、それが済むと、ちょっとした芝居一くさりをする、私の所ではこの春駒によく銭をやるので、度々来て芸をした。この春駒の中で、金三郎といって、美男であり芸も多少勝れている者があった。下女などは『金さん金さん』といって、後を追うてよそで芸をするのまで見た。後にこの金三郎が、尾上多見蔵に認められて、本当の役者になり、やがて名代になって市川市十郎と名乗った。（後略）」

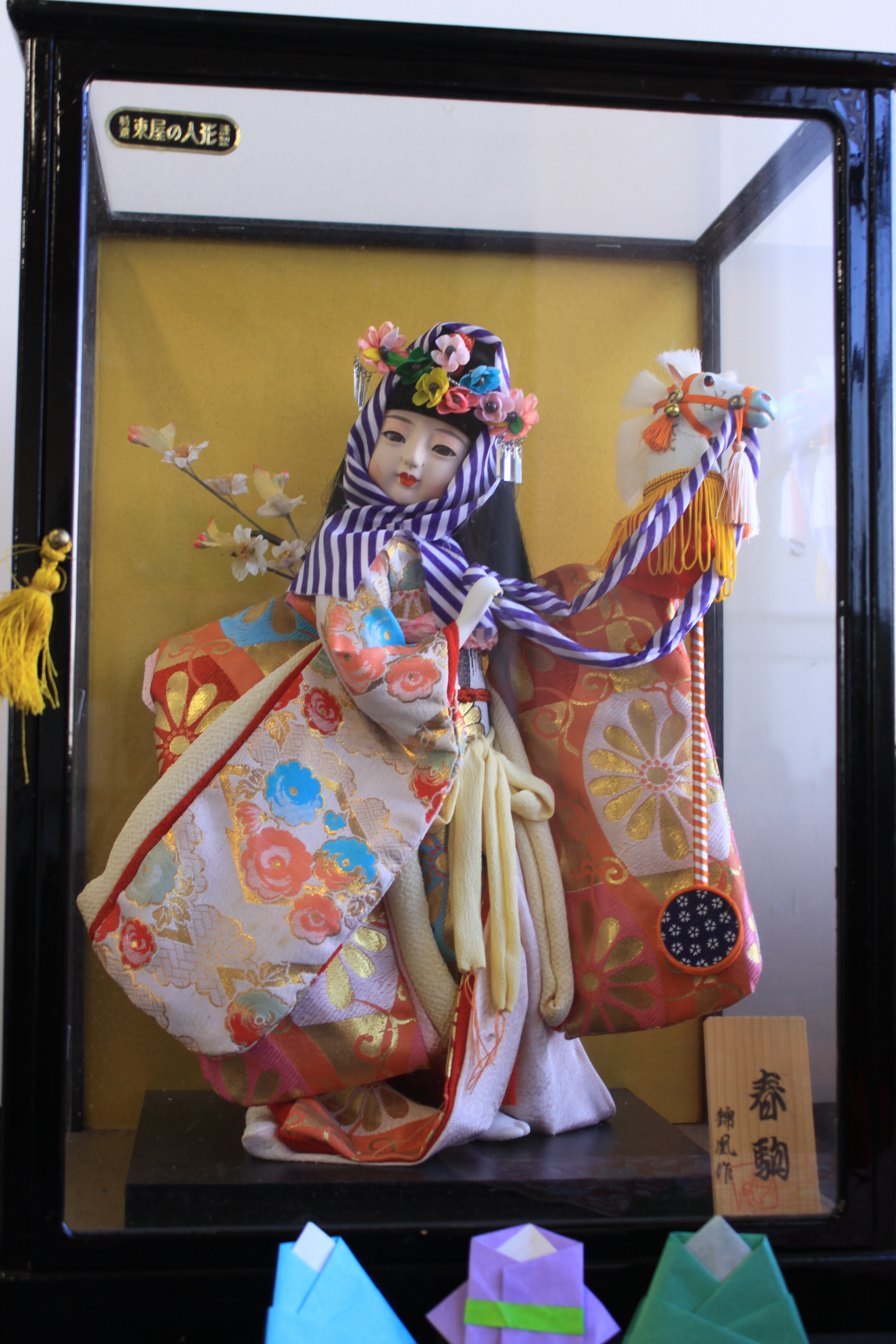
春駒を題材にした日本人形

### 民俗芸能としての春駒踊り

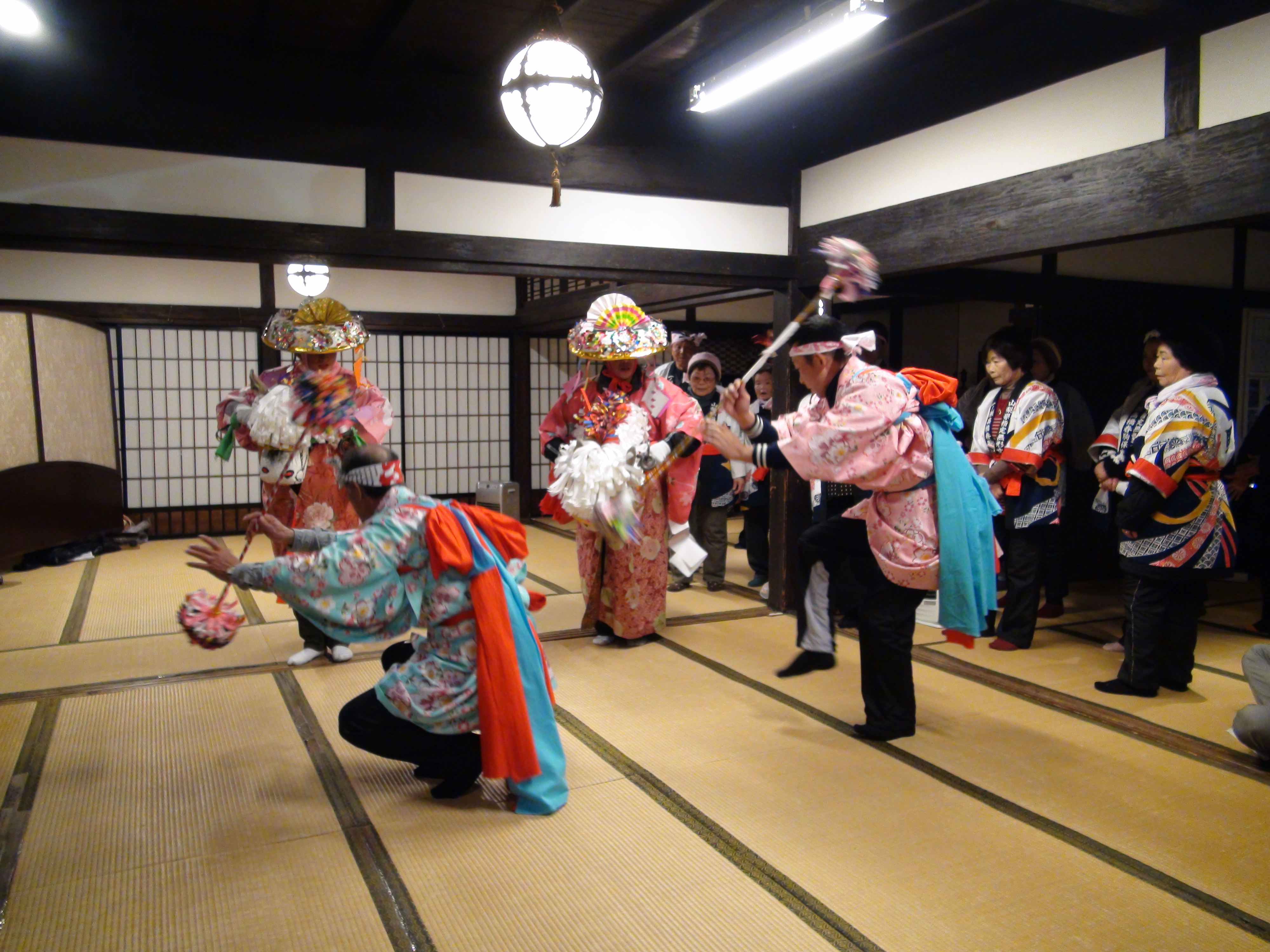
一之瀬高橋の春駒

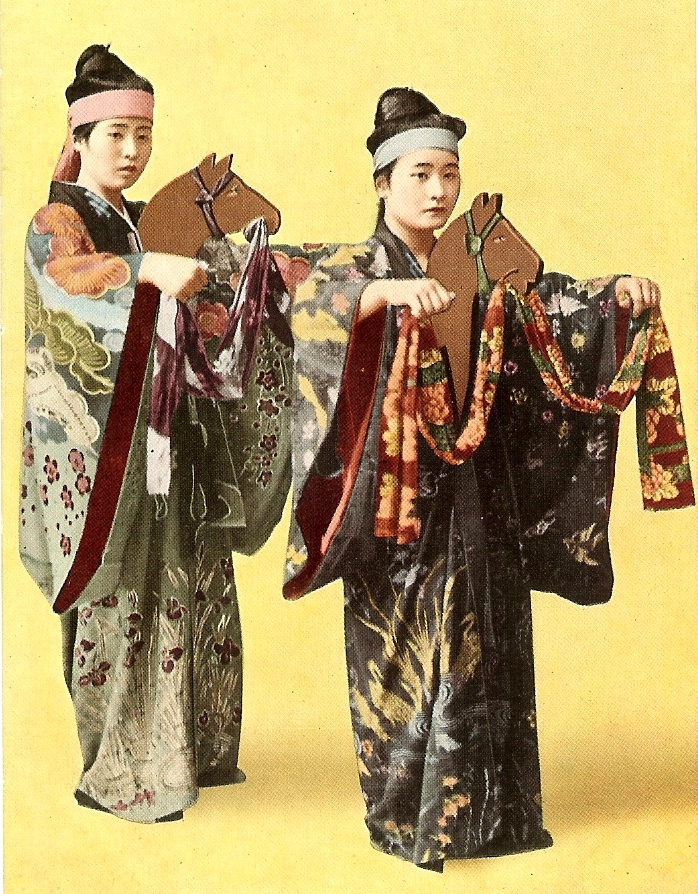
尾類馬踊り

または胴に馬の頭や尾をつけて、三味線や太鼓で囃し祝い唄を唄い踊る。春駒踊りは民俗芸能として新潟県佐渡地方・山梨県甲州市塩山一之瀬高橋などに伝承されている。養蚕の神ともされる。
- 郡上おどり春駒 ：“七両三分のはるこま”の掛け声と共に踊るテンポの良い踊り。
- 岐阜県白川村の春駒踊り：岐阜重要無形民俗文化財
- 佐渡の春駒：「はりごま」と佐渡では呼ぶ。男の春駒、女の春駒がある。
- 沖縄のじゅり馬：春の到来を寿祝（ことほ）ぐ予祝の芸能。「じゅり」は尾類と書き、遊女のことで、戦前まであった那覇の辻遊郭の女性たちが旧暦正月20日に着飾って行列し、手綱のついた馬の頭を象ったものを帯前に付けて踊ったのが始まり[7]。現在も那覇市辻で踊りが披露される。尾類馬踊り[8]
- 山梨県甲州市塩山一之瀬高橋 一之瀬高橋の春駒：国の選択無形民俗文化財[9]。小正月行事である道祖神祭りの一種。
- 群馬県川場村の門前春駒：群馬県重要無形民俗文化財。毎年2月11日に養蚕の守護神「金甲稲荷神社」に奉納される。大正時代、それまで毎年来村して春駒踊りをしていた旅芸人がある年から来なくなったところ、不作が続いたため、村人が代わりに踊るようになった。旅芸人一家（父・母・娘）に扮した地元の青年たちが村内約130戸を門付して回り、家内安全と五穀豊穣を祈る[10]。
- 宮城県仙台市の秋保の田植踊の春駒：本踊の余興として踊られる古歌舞伎風な踊りのひとつ。ユネスコ無形文化遺産[11]。

## 菓子

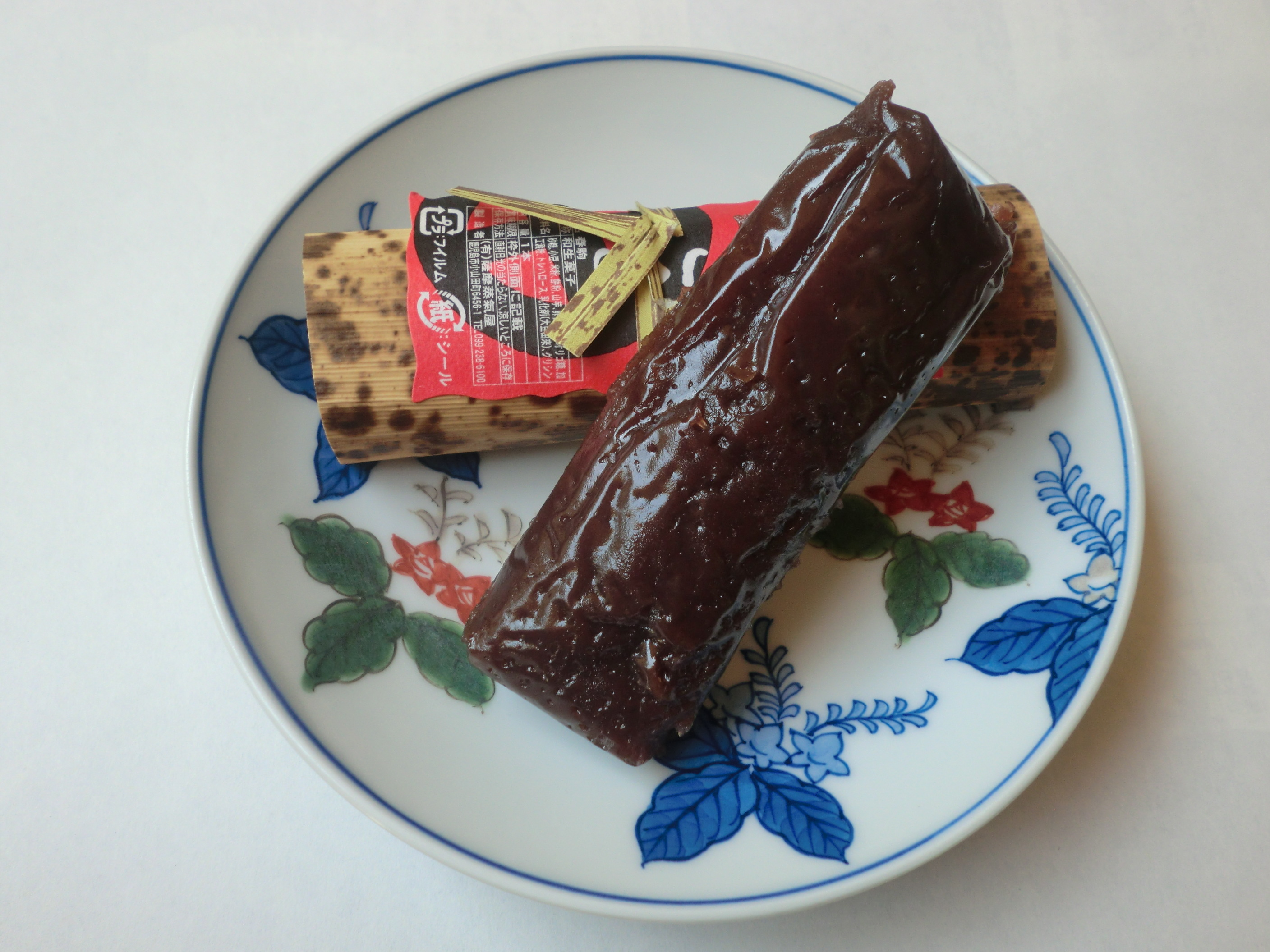
春駒

春駒（はるこま）とは、鹿児島県の郷土菓子である。
製法は、晒し餡・上新粉・白玉粉・小麦粉・黒砂糖・白双糖を混ぜ合わせた物に水を入れて捏ね上げ、形を10cm程度の円柱状に整えた後に蒸し上げて完成となり、その食感はういろうに近似している。
鹿児島城下新照院通町の武士が作ったのが始まりとされており、昔は数十cm程に長く作られた為、その形状から馬の陰茎を指す、うまんまら（馬ん摩羅）と呼ばれていた。
春駒と呼ばれる様になったのは、この菓子が献上され、その名称を尋ねられた時に、「うまんまら」と言う表現が直接的だった事から、周囲が閉口してしまった為、言い替えられた物であるとされており、その時に献上された人物については、当時の島津藩主や、行幸で鹿児島を訪れた皇族等、諸説様々な話が伝えられている。

## 詩
1924年（大正13年）の春、高村光太郎が遠山村（現・成田市）駒井野に住む水野葉舟とともに下総御料牧場を訪ねたときに作詩したもの。三里塚記念公園内に詩碑が建立されている。